# Звук Бизнес
«Звук Бизнес», прежние названия — «Muzlab» и «СберЗвук Бизнес» — основанная в 2016 году российская компания, указывающая услуги для бизнеса, позиционирующаяся как международный сервис для легального воспроизведения музыки в общественных местах.

## Юрисдикция и услуги
Офисы компании расположены в Санкт-Петербурге, Москве, Минске и Алматы.
Сервис предоставляет библиотеку легальных музыкальных композиций, не требующих дополнительных отчислений в РАО и Всероссийскую организацию интеллектуальной собственности.

## История
В 2020 году аудиосервис приобрёл компанию Market Music, которая специализировалась на аудиомаркетинге и системах Digital Signage. В результате сделки компания стала крупнейшей на российском рынке музыкальных аудиостриминговых сервисов для бизнеса.
В апреле 2021 года компанию Muzlab приобрёл Сбер, и она становится частью экосистемы Сбербанка, В результате он интегрируется с сервисом «СберЗвук» и в результате ребрендинга меняет название на «СберЗвук Бизнес».
В мае 2022 года Сбербанк продал «Звук» созданной незадолго до этого компании «Новые возможности». Это было сделано, чтобы вывести стриминговый сервис из-под угрозы санкций США и ЕС.
В 2022 году «Звук Бизнес» открывает офис в Казахстане, а также первым среди российских аудиостриминговых сервисов для бизнеса предоставляет своим клиентам возможность использования треков в HiFi-качестве.